# Gare de Kensal Green
La gare de Kensal Green (en anglais : Kensal Green railway station), est une gare ferroviaire de la Watford DC line (en), en zone 4 Travelcard. Elle  est située sur la College Road à Kensal Green, dans le borough londonien de Brent, sur le territoire du Grand Londres.
C'est une gare Network Rail desservie par des trains London Overground de Transport for London. Elle est en correspondance avec la station Kensal Green de la ligne Bakerloo dont les rames utilisent les mêmes voies et quais.

## Situation ferroviaire
La gare de Kensal Green est établie sur la Watford DC line (en) entre les gares de Willesden Junction, en direction de Watford Junction, et de Queens Park, en direction d'Euston. Elle dispose de deux quais latéraux, numérotés 1 et 2, qui encadrent les deux voies de la ligne.

Plans de la ligne et des transports à Londres
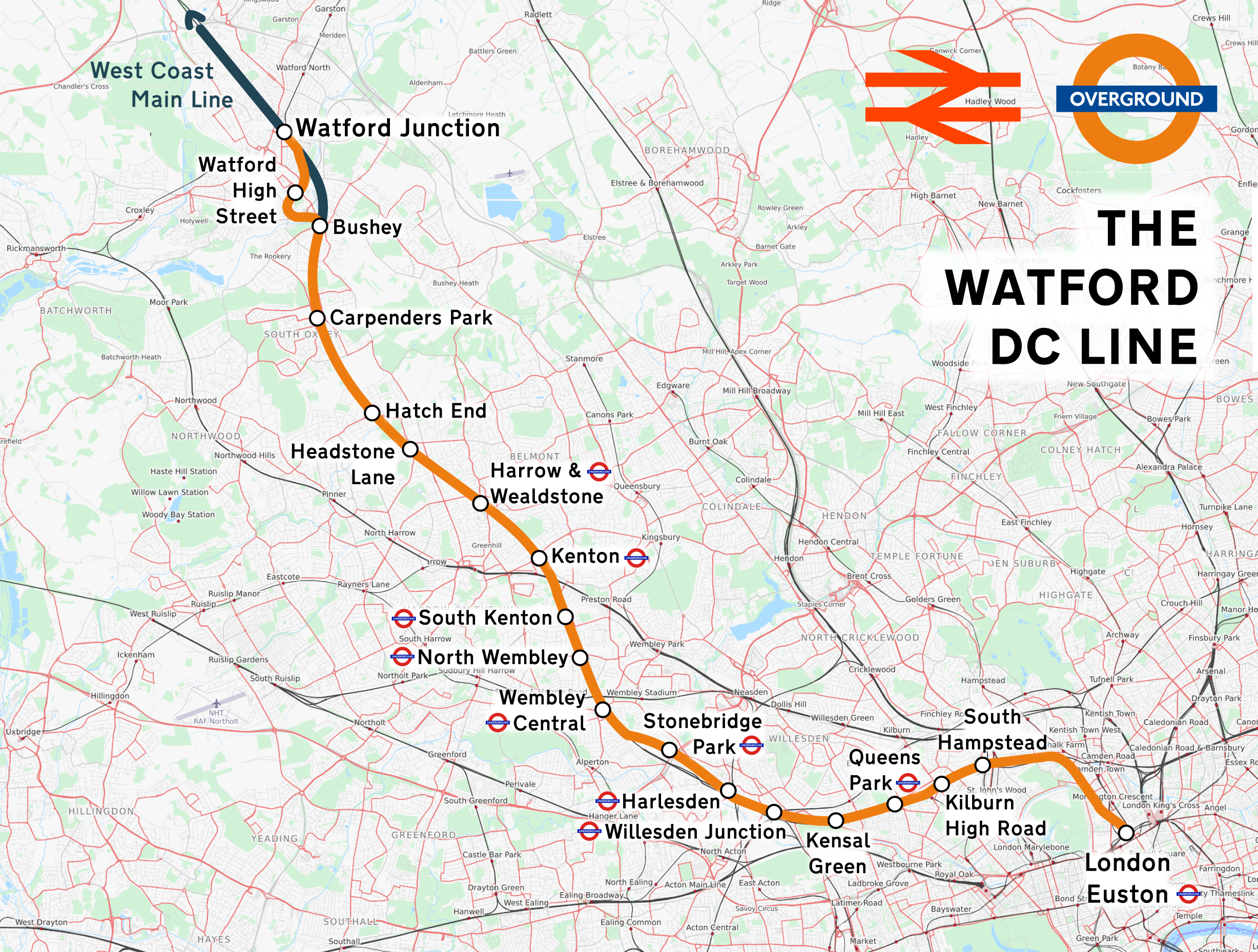
Watford DC line.
Plan des transports.

## Histoire
La gare de Kensal utilise, depuis 2007, l'infrastructure de la station Kensal Green du métro de Londres mise en service le 1er octobre 1916.

## Service des voyageurs

### Accueil
La gare utilise une entrée commune, avec la station du métro, sur la College Road.

### Desserte
La gare de Kensal Green est desservie par les trains de banlieue du London Overground circulant sur la relation : gare de Watford Junction - gare d'Euston.

Installations et desserte
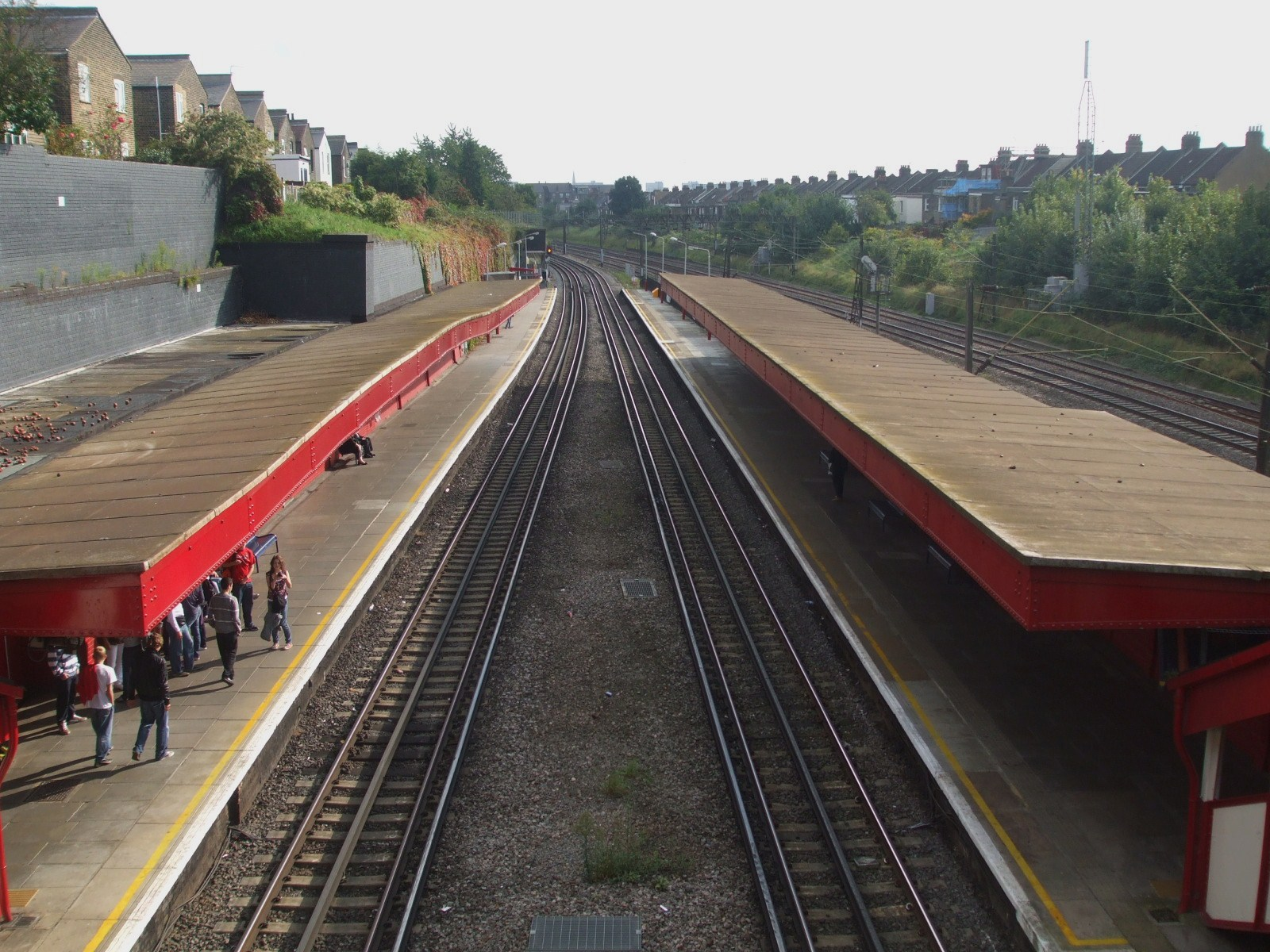
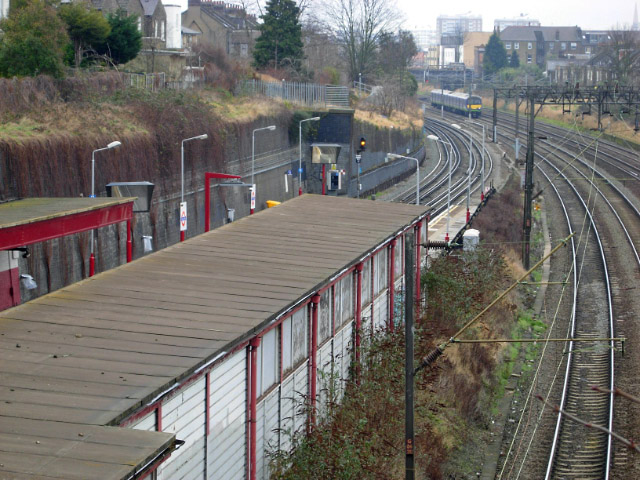
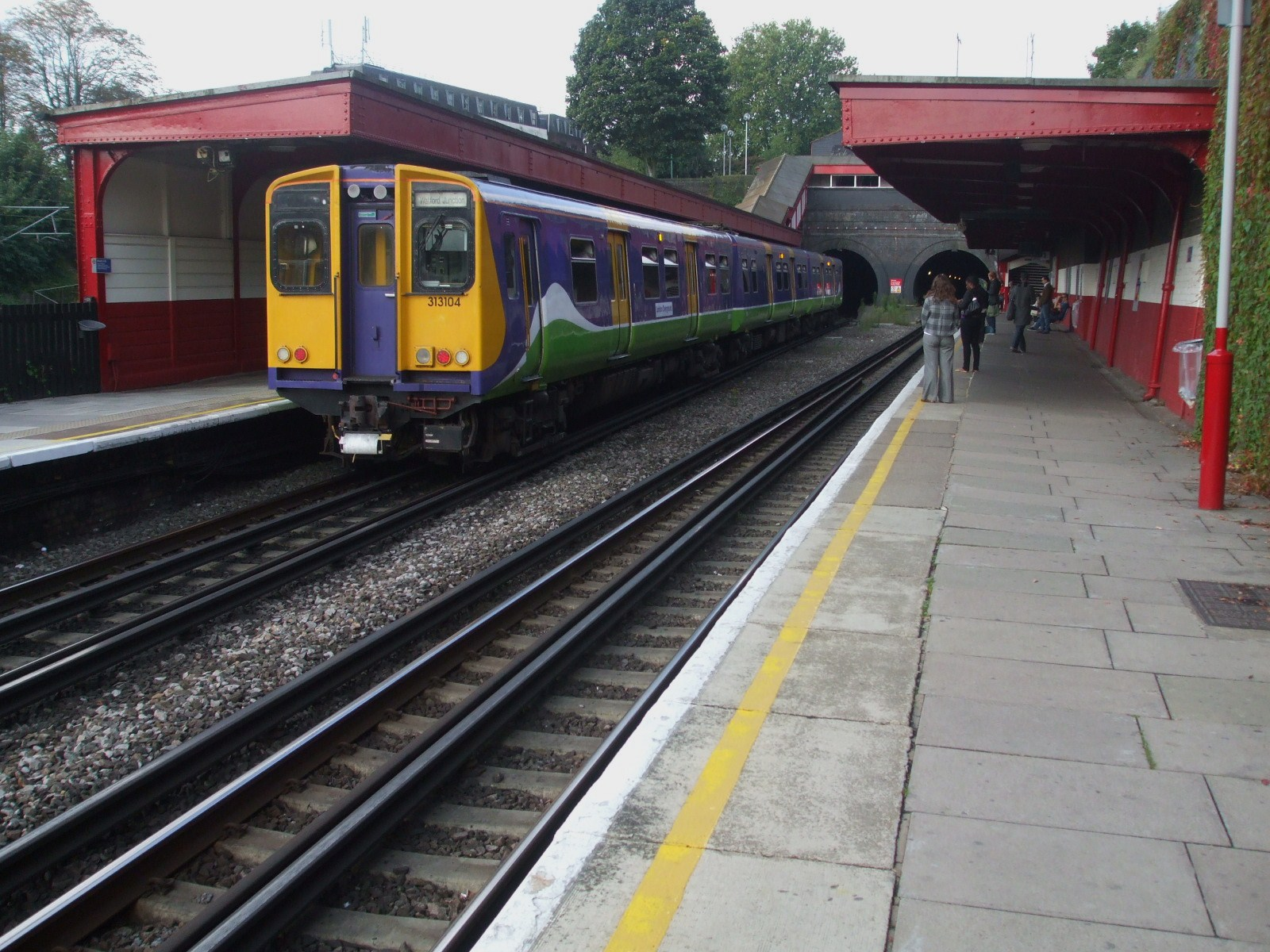

### Intermodalité
Elle est en correspondance avec la station Kensal Green de la ligne Bakerloo du métro de Londres qui utilise la même infrastructure (voies et quais).
Comme la station, la gare est desservie par des lignes des autobus de Londres : 7, 18, 70, N7 et N18.